# Avia BH-16
L’Avia BH-16 est un avion de tourisme tchécoslovaque de l’entre-deux-guerres. 
Ce monoplace de sport ultra-léger était réalisé selon la même formule que les BH-1, BH-5 ou BH-9, donc selon la formule du monoplan à aile basse contreventée construit en bois et entoilé, avec un train d’atterrissage fixe. L’unique exemplaire [OK-AVS] prit l’air en 1924.